# Амид натрия
Ами́д на́трия  — неорганическое вещество с формулой NaNH2, производное аммиака. Представляет собой твёрдое вещество, которое реагирует с водой. Применяется в органическом синтезе.

## Получение
- Реакция газообразного аммиака с металлическим натрием:

{\displaystyle {\mathsf {2Na+2NH_{3}\ {\xrightarrow[{}]{350^{o}C}}\ 2NaNH_{2}+H_{2}}}}
- Реакция гидрида натрия с аммиаком:

{\displaystyle {\mathsf {NaH+NH_{3}\ {\xrightarrow[{}]{350^{o}C}}\ NaNH_{2}+H_{2}}}}
- Реакция оксида натрия с жидким аммиаком:

{\displaystyle {\mathsf {Na_{2}O+NH_{3}\ {\xrightarrow[{}]{-50^{o}C}}\ NaNH_{2}+NaOH}}}

## Физические свойства
Амид натрия представляет собой белое кристаллическое вещество. Технические образцы имеют серый цвет из-за присутствия небольшого количества металлического железа, оставшихся от производственного процесса. 
Неустойчивое вещество, является водоотнимающим средством. Легко возгоняется, плавится без разложения, однако при дальнейшем нагревании разлагается. В воде полностью гидролизуется, плохо растворяется в жидком аммиаке.

## Химические свойства
- Разлагается при сильном нагревании:

{\displaystyle {\mathsf {6NaNH_{2}\ \xrightarrow {500-600^{o}C} \ 6Na+4NH_{3}+N_{2}}}}
- Взаимодействует уже с холодной водой:

{\displaystyle {\mathsf {NaNH_{2}+H_{2}O\ \xrightarrow {} \ NaOH+NH_{3}\uparrow }}}
- Углеродом восстанавливается до цианида натрия:

{\displaystyle {\mathsf {NaNH_{2}+C\ \xrightarrow {500-600^{o}} \ NaCN+H_{2}}}}
- Разлагается кислотами[1]:

{\displaystyle {\mathsf {NaNH_{2}+2HCl\ \xrightarrow {} \ NaCl+NH_{4}Cl}}}

## Применение
Амид натрия применяется при синтезах цианида натрия, индиго, сульфидина, витамина А и других веществ.
Также его применяют для синтеза азидов:
{\displaystyle {\mathsf {2NaNH_{2}+N_{2}O\ {\xrightarrow[{}]{190^{o}C}}\ NaN_{3}+NaOH+NH_{3}}}}